# Caulophryne jordani
Caulophryne jordani ist ein Tiefsee-Anglerfisch aus der Familie der Fächerflosser (Caulophrynidae). George Brown Goode und Tarleton Hoffman Bean beschrieben die Art im Jahr 1896 erstmals. Sie kommt weltweit im Bathypelagial und Mesopelagial in Tiefen von 100 bis 1500 Metern vor.

## Merkmale
Caulophryne jordani besitzt einen gerundeten Körper und fächerförmige Rücken- und Afterflossen. Die Rückenflosse wird von 16, die Afterflosse von 17 Flossenstrahlen gestützt. Der erste Rückenflossenstrahl ist zum Beutefang zu einer „Angel“ (Illicium) mit anhängendem „Köder“ (Esca) umgebildet. Die Fische sind schwarz oder schwarzbraun. Das Illicium ist, mit Ausnahme des Bereichs in unmittelbarer Nähe der Esca, pigmentiert. Die Esca besteht aus 5 bis 14 verzweigten, durchsichtigen Filamenten.
Die Weibchen der Art werden bis zu 20 cm lang, während die Männchen im Verhältnis sehr klein sind und lediglich etwa 1,6 cm lang werden. Sie leben, wie bei vielen anderen Tiefsee-Anglerfischen, als parasitische Zwergmännchen angewachsen an die Weibchen.